# Pommevic
Pommevic est une commune française située dans l'ouest du département de Tarn-et-Garonne, en région Occitanie.
Sur le plan historique et culturel, la commune est dans le Quercy Blanc, correspondant à la partie méridionale du Quercy, devant son nom à ses calcaires lacustres du Tertiaire.
Exposée à un climat océanique altéré, elle est drainée par le canal latéral à la Garonne, le canal de Golfech, le ruisseau de la Saudèze, le ruisseau du Braguel et par un autre cours d'eau.
Pommevic est une commune rurale qui compte 580 habitants en 2022. Elle est dans l'agglomération de Valence et fait partie de l'aire d'attraction de Valence. Ses habitants sont appelés les Pommevicois ou  Pommevicoises.

## Géographie

### Localisation
La commune est située entre Valence et Moissac.

### Communes limitrophes
Les communes limitrophes sont  Goudourville, Malause, Merles et Valence.
| Goudourville |          |         |
|              | Pommevic | Malause |
| Valence      | Merles   |         |

### Voies de communication et transports
La commune compte une gare sur son territoire, la gare de Pommevic, desservie quotidiennement par des TER Occitanie effectuant des missions entre les gares de Toulouse-Matabiau, Montauban-Ville-Bourbon et Agen.
La ligne 801 du réseau liO relie la commune à Montauban depuis Lamagistère.

### Hydrographie

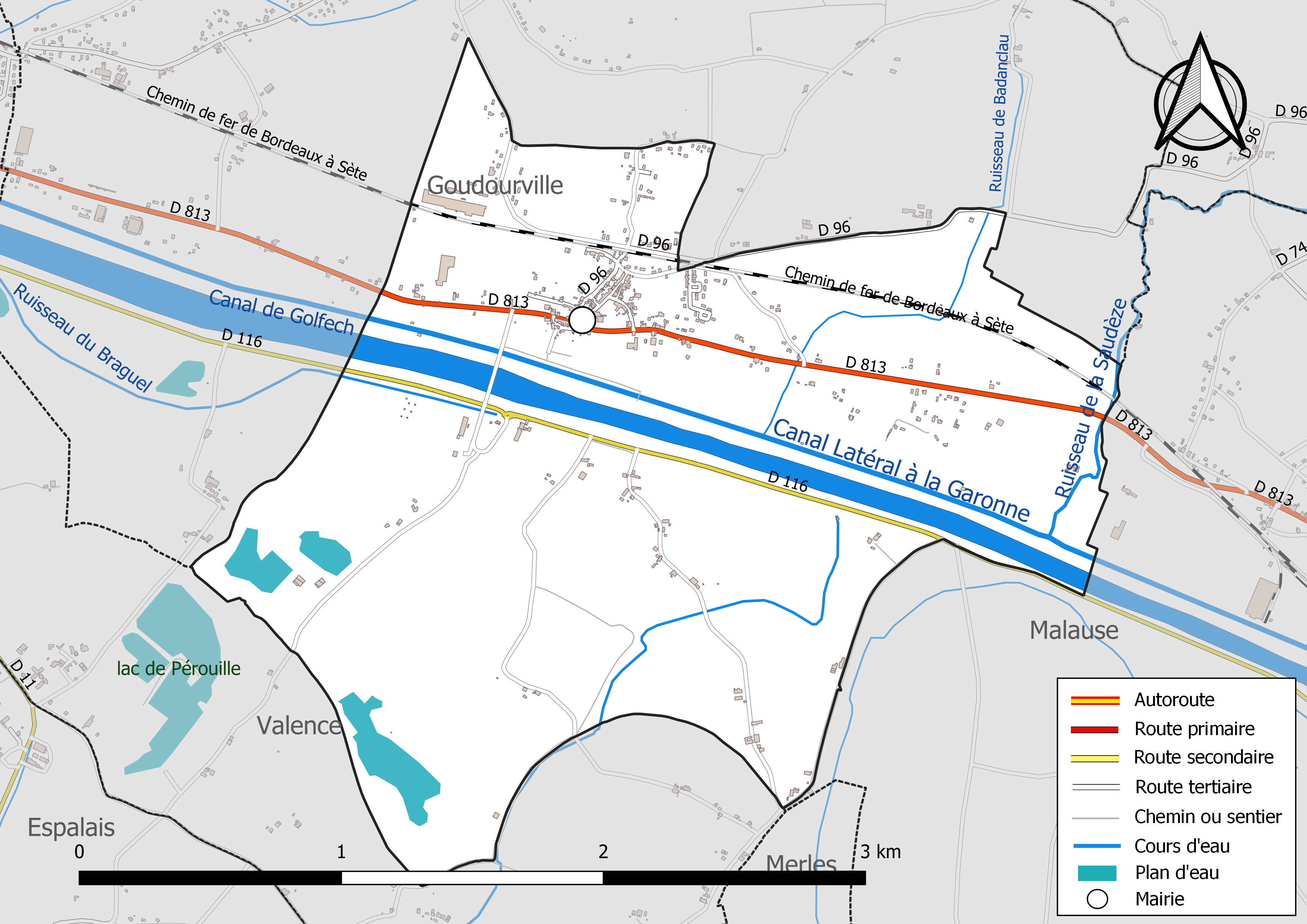
Réseaux hydrographique et routier de Pommevic.

La commune est dans le bassin versant de la Garonne, au sein du bassin hydrographique Adour-Garonne. Elle est drainée par le canal de Golfech, le ruisseau de la Saudèze, le ruisseau du Braguel, le ruisseau de Badanclau et par un petit cours d'eau, constituant un réseau hydrographique de 10 km de longueur totale,.
Le canal de Golfech, d'une longueur totale de 13,4 km, prend sa source dans la commune de Montech et s'écoule d'est en ouest. Il traverse la commune et se jette dans la Garonne à Donzac, après avoir traversé 7 communes.

### Climat
Pour des articles plus généraux, voir Climat de l'Occitanie et Climat de Tarn-et-Garonne.
En 2010, le climat de la commune est de type climat du Bassin du Sud-Ouest, selon une étude du Centre national de la recherche scientifique s'appuyant sur une série de données couvrant la période 1971-2000. En 2020, Météo-France publie une typologie des climats de la France métropolitaine dans laquelle la commune est exposée à un climat océanique altéré et est dans la région climatique Aquitaine, Gascogne, caractérisée par une pluviométrie abondante au printemps, modérée en automne, un faible ensoleillement au printemps, un été chaud (19,5 °C), des vents faibles, des brouillards fréquents en automne et en hiver et des orages fréquents en été (15 à 20 jours).
Pour la période 1971-2000, la température annuelle moyenne est de 13,7 °C, avec une amplitude thermique annuelle de 15,4 °C. Le cumul annuel moyen de précipitations est de 771 mm, avec 10,4 jours de précipitations en janvier et 6,1 jours en juillet. Pour la période 1991-2020, la température moyenne annuelle observée sur la station météorologique de Météo-France la plus proche, « Valence », sur la commune de Valence à 4 km à vol d'oiseau, est de 14,3 °C et le cumul annuel moyen de précipitations est de 747,3 mm. 
La température maximale relevée sur cette station est de 43 °C, atteinte le 12 août 2003 ; la température minimale est de −13,7 °C, atteinte le 9 février 2012,,.
Les paramètres climatiques de la commune ont été estimés pour le milieu du siècle (2041-2070) selon différents scénarios d'émission de gaz à effet de serre à partir des nouvelles projections climatiques de référence DRIAS-2020. Ils sont consultables sur un site dédié publié par Météo-France en novembre 2022.

### Milieux naturels et biodiversité
Aucun espace naturel présentant un intérêt patrimonial n'est recensé sur la commune dans l'inventaire national du patrimoine naturel,,.

## Urbanisme

### Typologie
Au 1er janvier 2024, Pommevic est catégorisée commune rurale à habitat dispersé, selon la nouvelle grille communale de densité à sept niveaux définie par l'Insee en 2022.
Elle appartient à l'unité urbaine de Valence (Tarn-et-Garonne), une agglomération intra-départementale regroupant quatre  communes, dont elle est une commune de la banlieue,,. Par ailleurs la commune fait partie de l'aire d'attraction de Valence, dont elle est une commune de la couronne,. Cette aire, qui regroupe 16 communes, est catégorisée dans les aires de moins de 50 000 habitants,.

### Occupation des sols
L'occupation des sols de la commune, telle qu'elle ressort de la base de données européenne d’occupation biophysique des sols Corine Land Cover (CLC), est marquée par l'importance des territoires agricoles (86,6 % en 2018), en diminution par rapport à 1990 (92,8 %). La répartition détaillée en 2018 est la suivante : 
terres arables (70,7 %), zones agricoles hétérogènes (15,8 %), eaux continentales (7,1 %), zones urbanisées (6,2 %), forêts (0,2 %). L'évolution de l’occupation des sols de la commune et de ses infrastructures peut être observée sur les différentes représentations cartographiques du territoire : la carte de Cassini (XVIIIe siècle), la carte d'état-major (1820-1866) et les cartes ou photos aériennes de l'IGN pour la période actuelle (1950 à aujourd'hui).

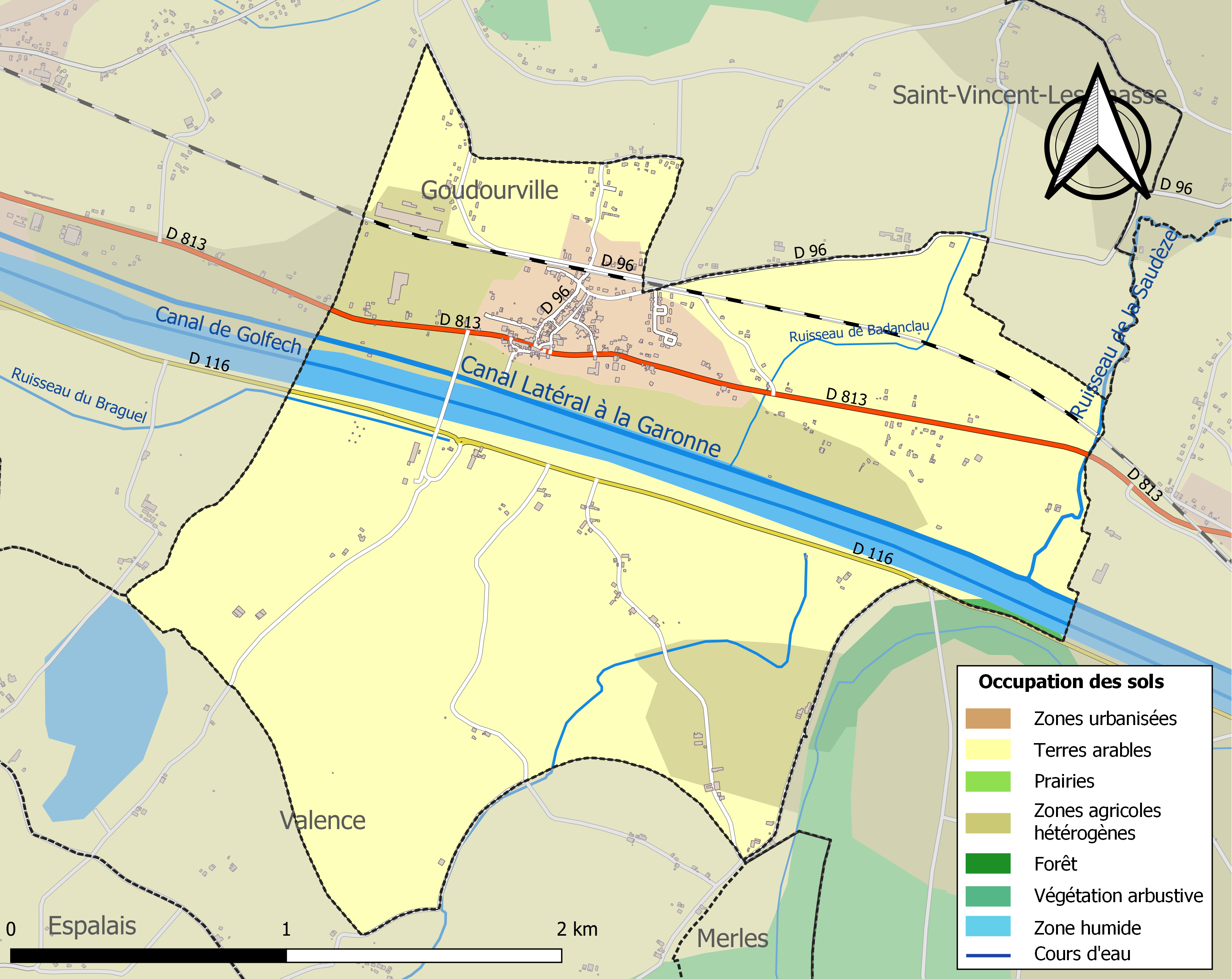
Carte des infrastructures et de l'occupation des sols de la commune en 2018 (CLC).

### Risques majeurs
Le territoire de la commune de Pommevic est vulnérable à différents aléas naturels : météorologiques (tempête, orage, neige, grand froid, canicule ou sécheresse), inondations, mouvements de terrains et séisme (sismicité très faible). Il est également exposé à deux risques technologiques,  le transport de matières dangereuses et le risque nucléaire. Un site publié par le BRGM permet d'évaluer simplement et rapidement les risques d'un bien localisé soit par son adresse soit par le numéro de sa parcelle.

#### Risques naturels
Certaines parties du territoire communal sont susceptibles d’être affectées par le risque d’inondation par débordement de cours d'eau, notamment le canal latéral à la Garonne, le canal de Golfech et le ruisseau de la Saudèze. La cartographie des zones inondables en ex-Midi-Pyrénées réalisée dans le cadre du XIe Contrat de plan État-région, visant à informer les citoyens et les décideurs sur le risque d’inondation, est accessible sur le site de la DREAL Occitanie. La commune a été reconnue en état de catastrophe naturelle au titre des dommages causés par les inondations et coulées de boue survenues en 1982, 1993 et 1999,.
Pommevic est exposée au risque de feu de forêt. Le département de Tarn-et-Garonne présentant toutefois globalement un niveau d’aléa moyen à faible très localisé, aucun Plan départemental de protection des forêts contre les risques d’incendie de forêt (PFCIF) n'a été élaboré. Le débroussaillement aux abords des maisons constitue l’une des meilleures protections pour les particuliers contre le feu,.

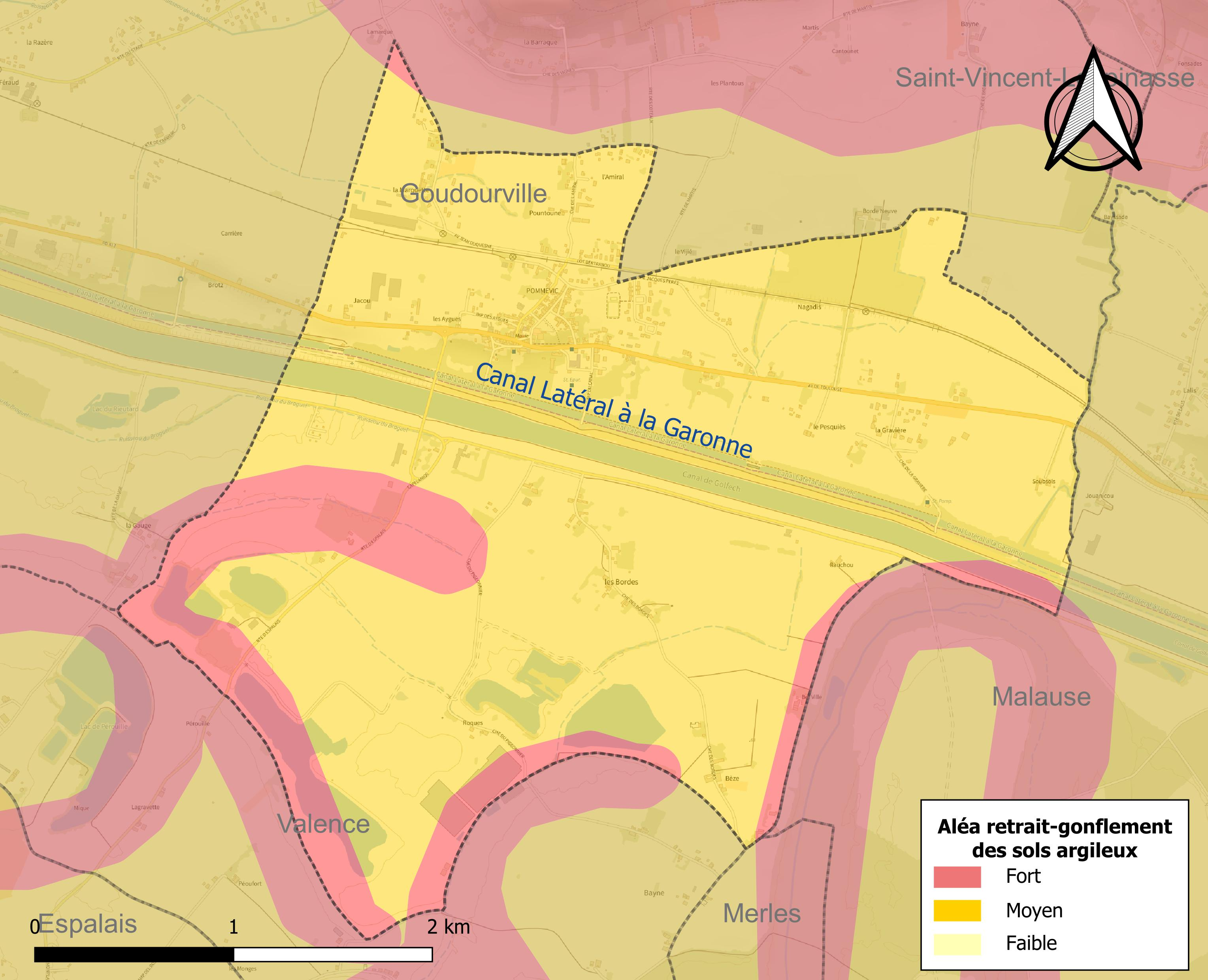
Carte des zones d'aléa retrait-gonflement des sols argileux de Pommevic.

Les mouvements de terrains susceptibles de se produire sur la commune sont des tassements différentiels.
Le retrait-gonflement des sols argileux est susceptible d'engendrer des dommages importants aux bâtiments en cas d’alternance de périodes de sécheresse et de pluie. La totalité de la commune est en aléa moyen ou fort (92 % au niveau départemental et 48,5 % au niveau national). Sur les 254 bâtiments dénombrés sur la commune en 2019, 254 sont en aléa moyen ou fort, soit 100 %, à comparer aux 96 % au niveau départemental et 54 % au niveau national. Une cartographie de l'exposition du territoire national au retrait gonflement des sols argileux est disponible sur le site du BRGM,.
Par ailleurs, afin de mieux appréhender le risque d’affaissement de terrain, l'inventaire national des cavités souterraines permet de localiser celles situées sur la commune.
Concernant les mouvements de terrains, la commune a été reconnue en état de catastrophe naturelle au titre des dommages causés par la sécheresse en 2003, 2006, 2011 et 2015 et par des mouvements de terrain en 1999.

#### Risques technologiques
Le risque de transport de matières dangereuses sur la commune est lié à sa traversée par des infrastructures routières ou ferroviaires importantes ou la présence d'une canalisation de transport d'hydrocarbures. Un accident se produisant sur de telles infrastructures est susceptible d’avoir des effets graves sur les biens, les personnes ou l'environnement, selon la nature du matériau transporté. Des dispositions d’urbanisme peuvent être préconisées en conséquence.
En cas d’accident grave, certaines installations nucléaires sont susceptibles de rejeter dans l’atmosphère de l’iode radioactif. La commune étant située dans le périmètre de sûreté de 20 km autour de la centrale nucléaire de Golfech, elle est exposée au risque nucléaire. En cas d'accident nucléaire, une alerte est donnée par différents médias (sirène, sms, radio, véhicules). Dès l'alerte, les personnes habitant dans le périmètre de 2 km se mettent à l'abri. Les personnes habitant dans le périmètre de 20 km peuvent être amenées, sur ordre du préfet, à évacuer et ingérer des comprimés d'iode,,.

## Politique et administration
| Période                                  | Période  | Identité            | Étiquette | Qualité |
| ---------------------------------------- | -------- | ------------------- | --------- | ------- |
| mars 2001                                | En cours | Jean-Paul Delachoux | PRG       |         |
| Les données manquantes sont à compléter. |          |                     |           |         |

## Démographie
| 1793 | 1800 | 1806 | 1821 | 1831 | 1836 | 1841 | 1846 | 1851 |
| ---- | ---- | ---- | ---- | ---- | ---- | ---- | ---- | ---- |
| 545  | 454  | 545  | 570  | 588  | 569  | 543  | 630  | 562  |

| 1856 | 1861 | 1866 | 1872 | 1876 | 1881 | 1886 | 1891 | 1896 |
| ---- | ---- | ---- | ---- | ---- | ---- | ---- | ---- | ---- |
| 576  | 600  | 576  | 555  | 569  | 527  | 481  | 482  | 444  |

| 1901 | 1906 | 1911 | 1921 | 1926 | 1931 | 1936 | 1946 | 1954 |
| ---- | ---- | ---- | ---- | ---- | ---- | ---- | ---- | ---- |
| 462  | 416  | 409  | 357  | 337  | 339  | 350  | 346  | 355  |

| 1962 | 1968 | 1975 | 1982 | 1990 | 1999 | 2006 | 2007 | 2012 |
| ---- | ---- | ---- | ---- | ---- | ---- | ---- | ---- | ---- |
| 437  | 436  | 379  | 403  | 466  | 434  | 501  | 510  | 609  |

| 2017 | 2022 | - | - | - | - | - | - | - |
| ---- | ---- | - | - | - | - | - | - | - |
| 547  | 580  | - | - | - | - | - | - | - |

## Économie

### Revenus
En 2018, la commune compte 224 ménages fiscaux, regroupant 491 personnes. La médiane du revenu disponible par unité de consommation est de 19 170 € (20 140 € dans le département).

### Emploi
|                | 2008  | 2013   | 2018   |
| -------------- | ----- | ------ | ------ |
| Commune        | 9,5 % | 14,4 % | 13,7 % |
| Département    | 8,4 % | 10,2 % | 10,3 % |
| France entière | 8,3 % | 10 %   | 10 %   |

En 2018, la population âgée de 15 à 64 ans s'élève à 329 personnes, parmi lesquelles on compte 74,5 % d'actifs (60,8 % ayant un emploi et 13,7 % de chômeurs) et 25,5 % d'inactifs,. Depuis 2008, le taux de chômage communal (au sens du recensement) des 15-64 ans est supérieur à celui de la France et du département.
La commune fait partie de la couronne de l'aire d'attraction de Valence, du fait qu'au moins 15 % des actifs travaillent dans le pôle,. Elle compte 299 emplois en 2018, contre 328 en 2013 et 273 en 2008. Le nombre d'actifs ayant un emploi résidant dans la commune est de 203, soit un indicateur de concentration d'emploi de 147,4 % et un taux d'activité parmi les 15 ans ou plus de 55,1 %.
Sur ces 203 actifs de 15 ans ou plus ayant un emploi, 47 travaillent dans la commune, soit 23 % des habitants. Pour se rendre au travail, 87,7 % des habitants utilisent un véhicule personnel ou de fonction à quatre roues, 3 % les transports en commun, 4,4 % s'y rendent en deux-roues, à vélo ou à pied et 4,9 % n'ont pas besoin de transport (travail au domicile).

### Activités hors agriculture
35 établissements sont implantés  à Pommevic au 31 décembre 2019. Le tableau ci-dessous en détaille le nombre par secteur d'activité et compare les ratios avec ceux du département,.
| Secteur d'activité                                                                                        | Commune | Commune | Département |
| Secteur d'activité                                                                                        | Nombre  | %       | %           |
| --- | ------- | ------- | ----------- |
| Ensemble                                                                                                  | 35      |         |             |
| Industrie manufacturière, industries extractives et autres                                                | 3       | 8,6 %   | (9,6 %)     |
| Construction                                                                                              | 9       | 25,7 %  | (14,9 %)    |
| Commerce de gros et de détail, transports, hébergement et restauration                                    | 11      | 31,4 %  | (29,7 %)    |
| Activités financières et d'assurance                                                                      | 1       | 2,9 %   | (3,4 %)     |
| Activités immobilières                                                                                    | 1       | 2,9 %   | (3,3 %)     |
| Activités spécialisées, scientifiques et techniques et activités de services administratifs et de soutien | 2       | 5,7 %   | (14,1 %)    |
| Administration publique, enseignement, santé humaine et action sociale                                    | 4       | 11,4 %  | (13,6 %)    |
| Autres activités de services                                                                              | 4       | 11,4 %  | (9,3 %)     |

Le secteur du commerce de gros et de détail, des transports, de l'hébergement et de la restauration est prépondérant sur la commune puisqu'il représente 31,4 % du nombre total d'établissements de la commune (11 sur les 35 entreprises implantées  à Pommevic), contre 29,7 % au niveau départemental.

### Agriculture
|               | 1988 | 2000 | 2010 | 2020 |
| ------------- | ---- | ---- | ---- | ---- |
| Exploitations | 24   | 14   | 13   | 7    |
| SAU (ha)      | 383  | 235  | 165  | 91   |

La commune est dans les « Vallées et Terrasses », une petite région agricole occupant le centre et une bande d'est en ouest  du département de Tarn-et-Garonne. En 2020, l'orientation technico-économique de l'agriculture  sur la commune est la culture de céréales et/ou d'oléoprotéagineuses. Sept exploitations agricoles ayant leur siège dans la commune sont dénombrées lors du recensement agricole de 2020 (24 en 1988). La superficie agricole utilisée est de 91 ha,,.

## Culture locale et patrimoine

### Lieux et monuments
- Église Saint-Denis de Pommevic. L'édifice a été classé au titre des monuments historiques en 1979[34]. Plusieurs objets sont référencés dans la base Palissy (voir les notices liées)[34].

Bar le drop : bienvenue chez Martine, lieu incontournable de la culture pommevicaine. Point de rencontre des pèlerins de Saint-Jacques-de-Compostelle, où vous sera servie la spécialité locale « le pelât à tonton ».

### Personnalités liées à la commune
- Fabien Barcella : pilier gauche de l'équipe de France de rugby à XV et du FC Grenoble.

### Héraldique
| Blason de Pommevic | Blason  | Écartelé : au premier et au quatrième de gueules à la tour d'or maçonnée de sable, au deuxième d'azur au pommier arraché d'argent, au troisième d'azur à la gerbe de blé d'argent ; à la croix cléchée et pommetée de douze pièces d'argent remplie d'azur brochant en abîme sur la partition. |
| Blason de Pommevic | Détails | Le statut officiel du blason reste à déterminer. |

## Pour approfondir